# Jan Krejčí
Pour les articles homonymes, voir Krejčí.
Jan Krejčí est un joueur d'échecs slovaque né le 27 septembre 1992 à Bojnice. 
Au 1er août 2024, il est le sixième joueur tchèque avec un classement Elo de 2 556 points.

## Biographie et carrière
Jan Krejčí est né en septembre 1992. Grand maître international depuis 2011, il a remporté l'open de Pardubice de 2017 avec 8 points sur 9 et un point d'avance sur les suivants,.
En 2019, il finit deuxième du tournoi Challenger du festival d'échecs de Prague.
En 2021 et 2022, il finit deuxième ex æquo du championnat de la République tchèque d'échecs (derrière Vojtěch Plát en 2021 et derrière David Navara en 2022). En août 2023, il finit premier ex æquo du tournoi d'été d'Olomouc (tournoi principal).

## Compétitions par équipe
Jan Krejčí a représenté la République tchèque lors de sept coupes Mitropa avec la République tchèque : en 2009, 2010 et 2011, puis en 2013 et 2014 puis au premier échiquier (première position) en 2017 (la République tchèque finit troisième) et au troisième échiquier en 2021 (la République tchèque finit à nouveau troisième). Il remporta la médaille d'or individuelle au quatrième échiquier en 2009 et 2013 et la médaille d'or individuelle au premier échiquier en 2017 (avec 5 points sur 7).
En 2021, il est sélectionné dans l'équipe tchèque qui participe au championnat d'Europe d'échecs des nations.
En 2024, il est sélectionné dans l'équipe tchèque qui participe à l'Olympiade de Budapest.